# عقد 1360
عقد 1360 هو عقد امتد بين 1 يناير 1360 و31 ديسمبر 1369 بحسب التقويم الميلادي. سبقه عقد 1350 ولحقه عقد 1370.

## أحداث
- معركة صرب صنديغي (1364)
- فتح أدرنة (1361)

## مواليد
- بياتريكس من نورنبيرغ (1362)
- يوغيلا (1362)
- كريستين دي بيزان (1364)
- فيليبا لانكاستر (1360)
- نونو ألفاريز بيريرا (1360)
- شمس الدين البرماوي (1362)
- نيكولو دي نيكولي (1364)
- هويان داي غن (1364)
- قاضي زاده الرومي (1364)
- كارلوس الثالث ملك نافارا (1361)
- هوانغ هي (1363)

## وفيات
- ماريا دي باديلا (1361)
- أورخان غازي (1360)
- مرقس الرابع (1363)
- حاجي إيل بك (1363)
- أبو الوليد إسماعيل الثاني (1360)
- لويجي من تارانتو (1362)
- صلاح الدين الصفدي (1363)
- المعتضد بالله الثاني (1362)
- بلانكا دي بوربون (1361)
- ابن هشام الأنصاري (1360)
- قسطنطين الثالث (1363)

## كتب
- Yves Denis Papin (1998). Chronologie de l'histoire ancienne. Lieu de publication non identifié: Éditions Jean-paul Gisserot. ISBN:2-87747-346-5. OCLC:40746926. مؤرشف من الأصل في 2022-03-16.
- موسوعة حضارة العالم (2002) لأحمد محمد عوف.

## روابط خارجية
- تصفح سنة بسنة عقد 1360 على موقع onthisday.com
- تصفح سنة بسنة عقد 1360 ابتداءً من سنة عقد 1360 على موقع المكتبة الوطنية الفرنسية